# Novy Mir
Novy Mir ou Novyi Mir (en russe : Новый мир ; en français Nouveau monde) est un magazine littéraire publié à Moscou depuis 1925. Conçu comme outil de communication de l'Union des écrivains soviétiques, le mensuel ne retrouve son indépendance qu'en 1991, après la dislocation de l'URSS. Néanmoins, dès les années 1930 il est considéré comme le plus important dans son genre par la société soviétique. Parmi ses publications les plus remarquées on peut citer L'Homme noir de Sergueï Essénine (1926), L'Homme ne vit pas seulement de pain de Vladimir Doudintsev (1956), Une journée d'Ivan Denissovitch d'Alexandre Soljenitsyne, Les Rêves de la louve (Plakha) de Tchinguiz Aïtmatov (1986), Sonietchka de Lioudmila Oulitskaïa (1993), La Liberté de Mikhaïl Boutov (1999).

## Historique

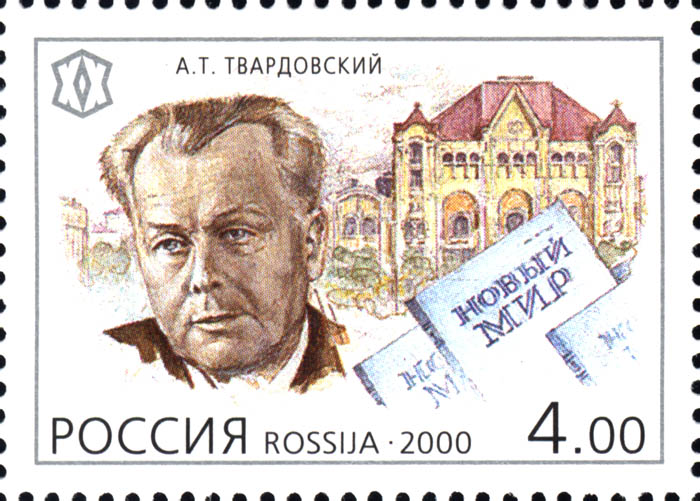
Aleksandr Tvardovsky, Personnages sur les timbres de Russie, Timbres de Russie, 2000, Écrivains russes sur les timbres

Le premier magazine Novy Mir est publié en 1916–1917 par des révolutionnaires sociaux-démocrates russes émigrés à New York jusqu'à leur retour en Russie après la révolution de Février 1917. Le magazine était édité par Nikolaï Boukharine et Alexandra Kollontaï, brièvement rejoints par Léon Trotski quand il arriva à New York en janvier 1917. V. Volodarski était l'un des contributeurs. Ce magazine disparait quand ses principaux collaborateurs rentrent en Russie après la révolution de Février.
En 1926, à l'initiative de Iouri Steklov sur la base de l'édition Izvestia on fonde le nouveau Novy Mir qui la première année est dirigé par Steklov et Anatoli Lounatcharski. Dans le comité de rédaction travaillent aussi Ivan Skvortsov-Stepanov et Fiodor Gladkov.
Sous la direction d'Alexandre Tvardovski, dans les années 1960, Novy Mir opère un tournant dans sa ligne éditoriale. En profitant de la période de « dégel », elle va publier des textes critiques vis-à-vis du régime comme L'Homme ne vit pas seulement de pain de Vladimir Doudintsev en 1956. Ainsi en 1962, la revue publie Une journée d'Ivan Denissovitch d'Alexandre Soljenitsyne. Cette publication en pleine déstalinisation constitue la première dénonciation d'ampleur du Goulag. La revue continuera sous cette ligne jusqu'à ce qu'Alexandre Tvardovski soit contraint à la démission en 1970.
À partir de 1986, pendant la glasnost et l'arrivée à sa tête de Sergueï Zalyguine, Novy Mir reprend sa tradition de publication de textes dissidents. Le magazine publiera également des écrivains auparavant censurés en URSS tels que George Orwell, Joseph Brodsky et Vladimir Nabokov. On parle ouvertement des dysfonctionnements du système soviétique. Zalyguine consacre sa nouvelle engagée Povorot au sujet de la catastrophe écologique provoquée par le détournement des rivières du Nord.L'article Avances et dettes de l'économiste, membre de l'Académie des sciences de Russie Nikolaï Chmelev publié dans le no 6 de 1987 parle pour la première fois des failles de l'économie soviétique.

## Tirage
- 1927 : 28 000 exemplaires (le tirage le plus important des journaux et revues littéraires de cette époque)
- 1975 : 172 000
- 1987 : 490 000
- 1990 : 2 710 000
- 1991 : 965 000
- 1993 : 53 000
- 1994 : 29 100
- 2003 : 9 600
- 2008 : 7 000
- 2010 : 4 800
- 2011 : 5 500
- 2015 : 3 000
- 2021 : 2 000

## Rédacteurs en chef
- Viatcheslav Polonski (1926–1931)
- Ivan Gronski (1931–1937)
- Vladimir Stavski (1937–1941)
- Vladimir Chtcherbina (1941–1946)
- Constantin Simonov (1946–1950)
- Alexandre Tvardovski (1950–1954)
- Constantin Simonov (1954–1957)
- Alexandre Tvardovski (1958–1970)
- Valery Kossolapov (1970–1974)
- Sergueï Narovtchatov (1974–1981)
- Vladimir Karpov (1981–1986)
- Sergueï Zalyguine (1986–1998)
- Andreï Vassilievski (depuis 1998)

## Auteurs publiés parNovy Mir
- Tchinguiz Aïtmatov
- Alexander Bek
- Mikhaïl Boutov
- Vladimir Dimitrievich Doudintsev
- Alissa Ganieva
- Vassili Grossman
- Lioudmila Oulitskaïa
- Boris Pasternak
- Oleg Pavlov
- Boris Pilniak
- Alexandre Soljenitsyne